# Coppa Italia 1973 (calcio femminile)
L'edizione 1973 è stata la terza edizione nella storia della Coppa Italia di calcio femminile. Organizzata dalla Federazione Femminile Italiana Unita Giuoco Calcio, il trofeo è stato vinto dalla Falchi Astro di Torino, che nella finale in gara unica ha battuto per 2-1 la Lazio.

## Finale
In gara unica, disputata sabato 8 dicembre a Crescentino.
| Crescentino 8 dicembre 1973 Finale                               | Falchi Astro Torino | 2 – 1 referto | Lazio Lubiam | Stadio comunale |
| \| \| \| \| \| Boll 15’ Schiavo 19’ \| Marcatori \| 12’ Meles \| |                     |               |              |                 |
|                                                                  |                     |               |              |                 |
| Boll 15’ Schiavo 19’                                             | Marcatori           | 12’ Meles     |              |                 |